# Zabrops thologaster
Zabrops thologaster là một loài ruồi trong họ Asilidae. Zabrops thologaster được Fisher miêu tả năm 1977. Loài này phân bố ở vùng Tân Bắc giới.